# ادلانا
ادلانا (به انگلیسی: Adlana) یک منطقهٔ مسکونی در پاکستان است که در پنجاب (پاکستان) واقع شده‌است.

## خصوصیات
ادلانا ۳۱٬۵۹۰ نفر جمعیت دارد.